# Yuli (2018)
Yuli is een Spaanse film uit 2018, geregisseerd door Icíar Bollaín.

## Verhaal
De film vertelt het autobiografische verhaal van Carlos Acosta. Carlos groeit op in een van de armste buurten van Havana. De vader van Carlos, Pedro, ziet dat zijn zoon een talent heeft voor dans, en ziet hierin een kans op een beter leven. Hij dwingt zijn zoon daarom om naar de nationale balletschool te gaan. Ondanks dat Carlos een hekel heeft aan ballet en zich misdraagt zich op school, raakt hij langzaam maar zeker gefascineerd door de danswereld.

## Rolverdeling
| Acteur                   | Personage                 |
| ------------------------ | ------------------------- |
| Carlos Acosta            | Carlos Acosta             |
| Santiago Alfonso         | Pedro Acosta              |
| Keyvin Martínez          | Carlos Acosta (jonge man) |
| Edison Manuel Olvera     | Carlos Acosta (kind)      |
| Laura de la Uz           | Maestra Chery             |
| Yerlin Pérez             | María                     |
| Mario Elías              | Mario                     |
| Andrea Doimeadiós        | Berta                     |
| Carlos Enrique Almirante | Enrique                   |
| César Domínguez          | Opito                     |

## Ontvangst

### Recensies
Op Rotten Tomatoes geeft 95% van de 20 recensenten de film een positieve recensie, met een gemiddelde score van 7,4/10.
De Volkskrant gaf de film 3 uit 5 sterren en schreef: "Yuli snijdt met zijn mengvorm van fictie en autobiografie interessante thema’s aan (kan een verzonnen herinnering toch waar zijn?), maar blijft een wat frustrerend, onevenwichtig geheel." NRC gaf de film 2 uit 5 sterren en schreef: "Yuli is een ongewone, ongetwijfeld eerlijke balletfilm die je helaas ervaart als een portret van een pruilende prima donna. Gelukkig is er ook veel ballet te zien in Yuli."

### Prijzen en nominaties
Een selectie:
| Jaar | Evenement                       | Categorie                     | Genomineerde                                  | Resultaat   |
| ---- | ------------------------------- | ----------------------------- | --------------------------------------------- | ----------- |
| 2018 | San Sebastián (66ste editie)    | Gouden Schelp voor beste film | Yuli                                          | Genomineerd |
| 2018 | San Sebastián (66ste editie)    | Juryprijs voor beste scenario | Paul Laverty                                  | Gewonnen    |
| 2019 | Premios Goya (33ste uitreiking) | Beste debuterend acteur       | Carlos Acosta                                 | Genomineerd |
| 2019 | Premios Goya (33ste uitreiking) | Beste bewerkt scenario        | Paul Laverty                                  | Genomineerd |
| 2019 | Premios Goya (33ste uitreiking) | Beste camerawerk              | Álex Catalán                                  | Genomineerd |
| 2019 | Premios Goya (33ste uitreiking) | Beste geluid                  | Eva Valiño, Pelayo Gutiérrez, Alberto Ovejero | Genomineerd |
| 2019 | Premios Goya (33ste uitreiking) | Beste filmmuziek              | Alberto Iglesias                              | Genomineerd |